# Europese kampioenschappen jachtgeweer 1963
De Europese kampioenschappen jachtgeweer 1963 waren door het Europees comité van de Union Internationale de Tir (UIT) georganiseerde kampioenschappen voor schutters in het kleiduifschieten. De negende editie van de Europese kampioenschappen vond plaats in het Tsjechoslowaakse Brno.

## Resultaten

### Trap
| Onderdeel   | Goud                                                            | Zilver                                                                | Brons                                                             |
| ----------- | --------------------------------------------------------------- | --------------------------------------------------------------------- | ----------------------------------------------------------------- |
| Heren       |                                                                 |                                                                       |                                                                   |
| Individueel | Karl Heinz Kramer                                               | Pavel Senichev                                                        | Galliano Rossini                                                  |
| Team        | Pavel Senichev Sergej Kalinjin Juri Nikandrov Wladimir Semjanka | Karl Heinz Kramer Heinz Rehder Hans-Joachim Marscheider Gerhard Aßmus | Alberto Ambrock Ennio Mattarelli Galliano Rossini Angelo Scalzone |
| Dames       |                                                                 |                                                                       |                                                                   |
| Individueel | Valentina Gerasina                                              | Liselotte Forgeot                                                     | Christiane Hugonet                                                |

### Skeet
| Onderdeel   | Goud                                                         | Zilver                                                            | Brons                                                   |
| ----------- | ------------------------------------------------------------ | ----------------------------------------------------------------- | ------------------------------------------------------- |
| Heren       |                                                              |                                                                   |                                                         |
| Individueel | Oleg Losev                                                   | Juri Tsuranov                                                     | Konrad Wirnhier                                         |
| Team        | Juri Tsuranov Nikolai Durnjev Arkadi Kaplun Alexander Petrov | Konrad Wirnhier Karl Gernandt Edgar Hollunder Hans-Joachim Suppli | Kurt Isgren Sven Pettersson Bo Runesson Lennart Standar |
| Dames       |                                                              |                                                                   |                                                         |
| Individueel | Nina Geuens                                                  | Christiane Stephan                                                | Andrée Camus                                            |

1955 · 1956 · 1957 · 1958 · 1959 · 1960 · 1961 · 1962 · 1963 · 1964 · 1965 · 1966 · 1967 · 1968 · 1969 · 1970 · 1971 · 1972 · 1973 · 1974 · 1975 · 1976 · 1977 · 1978 · 1979 · 1980 · 1981 · 1982 · 1983 · 1984 · 1985 · 1986 · 1987 · 1988 · 1989 · 1990 · 1991 · 1992 · 1993 · 1994 · 1995 · 1996 · 1997 · 1998 · 1999 · 2000 · 2001 · 2002 · 2003 · 2004 · 2005 · 2006 · 2007 · 2008 · 2009 · 2010 · 2011 · 2012 · 2013 · 2014 · 2015 · 2016 · 2017 · 2018 · 2019 · 2020 · 2021 · 2022 · 2023 · 2024 ·